# Åtjärnen (Glava socken, Värmland)
Åtjärnen är en sjö i Arvika kommun i Värmland och ingår i Göta älvs huvudavrinningsområde. Sjön är 19 meter djup, har en yta på 0,0868 kvadratkilometer och befinner sig 182,9 meter över havet.

## Delavrinningsområde
Åtjärnen ingår i det delavrinningsområde (660992-131372) som SMHI kallar för Mynnar i Glafsfjorden. Medelhöjden är 122 meter över havet och ytan är 22,94 kvadratkilometer. Det finns inga avrinningsområden uppströms utan avrinningsområdet är högsta punkten. Vattendraget som avvattnar avrinningsområdet har biflödesordning 3, vilket innebär att vattnet flödar genom totalt 3 vattendrag innan det når havet efter 265 kilometer. Avrinningsområdet består mestadels av skog (63 procent) och jordbruk (23 procent). Avrinningsområdet har 0,09 kvadratkilometer vattenytor vilket ger det en sjöprocent på 0,4 procent. Bebyggelsen i området täcker en yta av 0,31 kvadratkilometer eller 1 procent av avrinningsområdet.